# Liza Lapira
Liza Lapira (Queens - New York, 3 december 1981) is een Amerikaanse actrice.

## Biografie
Lapira werd geboren en groeide op in de borough Queens van New York, en in 2004 verhuisde zij naar Los Angeles voor haar acteercarrière. Zij is van Filipijnse, Spaanse en Chinese afkomst.
Lapira begon in 2000 met acteren in de film Autumn in New York. Hierna heeft zij nog meerdere rollen gespeeld in films en televisieseries zoals Domino (2005), Law & Order: Special Victims Unit (1999–2007), Cloverfield (2008), Dexter (2008), NCIS (2006–2008), Fast & Furious (2009), Dollhouse (2009–2010), Repo Men (2010) en Don't Trust the B---- in Apartment 23 (2012).
Lapira is ook actief in off-Broadway theaters, zo heeft zij gespeeld in As You Like It, Odyssee en The School for Wives.

## Filmografie

### Films
- 2024: Inside Out 2 - als Disgust (Afkeer) (stem)
- 2022: Must Love Christmas - als Natalie
- 2020: Modern Persuasion - als Lizzie Lynch
- 2018: The Samuel Project - als Nadia Akiyama
- 2017: All I Wish - als Darla
- 2016: Pearl - als Sara
- 2015: The Perfect Stanleys - als Amy Stanley
- 2014: Someone Marry Barry - als vrijgezelle moeder op bruiloft
- 2011: Crazy, Stupid, Love. - als Liz
- 2010: Marmaduke - als feestbeest
- 2010: See You in September - als Monica
- 2010: Repo Men - als Alva
- 2009: Table for Three - als Nerissa
- 2009: Fast & Furious - als Trinh
- 2009: See Kate Run - als Samantha Wong
- 2008: 21 - als Kianna
- 2008: Cloverfield - als Heather
- 2007: LA Blues - als Sandra
- 2006: The Big Bad Swim - als Paula
- 2005: Domino - als Chinese vrouw
- 2002: Brown Sugar - als receptioniste
- 2000: Autumn in New York - als vriendin van Charlotte

### Televisieseries
Uitgezonderd eenmalige gastrollen.
- 2024 Dream Productions - als Disgust - 3 afl.
- 2021-2023 The Equalizer - als Melody 'Mel' Bayani - 36 afl.
- 2019-2021 Nancy Drew - Victoria Fan - 5 afl.
- 2019 Unbelievable - Mia - 6 afl.
- 2017-2018 9JKL – Eve (16 afl., 2017-2018)
- 2015-2017 Con Man – Brenda White - 7 afl.
- 2016 Cooper Barrett's Guide to Surviving Life – Leslie Barrett - 13 afl.
- 2015 Battle Creek – Jacocks - 12 afl.
- 2013-2014 Super Fun Night – Helen-Alice - 17 afl.
- 2012-2013 Don't Trust the B---- in Apartment 23 – Robin - 14 afl.
- 2011 Traffic Light – Lisa - 13 afl.
- 2009-2010 Dollhouse – Ivy - 10 afl.
- 2006-2008 NCIS – special agent Michelle Lee - 13 afl.
- 2008 Dexter – Yuki Amado - 5 afl.
- 2008 ER – Christine - 2 afl.
- 2006-2007 Law & Order: Special Victims Unit – forensich medewerkster - 4 afl.
- 2004-2006 Huff – Maggie Del Rosario - 21 afl.

- Gemeinsame Normdatei: 1021242608
- International Standard Name Identifier: 0000 0004 4890 5407
- Library of Congress Control Number: no2014008185
- MusicBrainz: 10932892-eb47-491e-aef5-2ad3c0e28e59
- Virtual International Authority File: 232664002
- WorldCat: E39PBJwRX6Vw7KDJQ3wvHTRkDq